# Championnat du Japon de football 1972
Le Championnat du Japon de football 1972 est la huitième édition de la Japan Soccer League. 
L'année 1972 marque la mise en place en place d'une seconde division à la place de la Senior Cup (qui continue cependant d'exister). Aucun club de D1 ne fut soumis à un barrage de promotion-relégation car la Japan Soccer League passa à 10 clubs pour la saison 1973.

## Classement de la première division
| Pos | Club              | Pts | J  | G | N | D  | Bp | Bc | Diff | Note     |
| --- | ----------------- | --- | -- | - | - | -- | -- | -- | ---- | -------- |
| 1.  | Hitachi           | 21  | 14 | 9 | 3 | 2  | 36 | 16 | ＋20 | Champion |
| 2.  | Yanmar Diesel     | 20  | 14 | 7 | 6 | 1  | 30 | 11 | ＋19 |          |
| 3.  | Toyo Industries   | 16  | 14 | 7 | 2 | 5  | 20 | 13 | ＋7  |          |
| 4.  | Mitsubishi Motors | 16  | 14 | 5 | 6 | 3  | 26 | 19 | ＋7  |          |
| 5.  | Nippon Kokan      | 13  | 14 | 4 | 5 | 5  | 15 | 18 | -3   |          |
| 6.  | Yawata Steel      | 12  | 14 | 4 | 4 | 6  | 22 | 30 | －8  |          |
| 7.  | Furukawa Electric | 8   | 14 | 3 | 2 | 9  | 17 | 41 | －24 |          |
| 8.  | Towa Real Estate  | 6   | 14 | 2 | 2 | 10 | 11 | 29 | －18 |          |

## Classement des buteurs
| Joueur             | Nombre de buts |
| ------------------ | -------------- |
| Akira Matsunaga    | 12             |
| Kunishige Kamamoto | 11             |

## Classement de la seconde division
| Pos | Club                        | Pts | J  | G  | N | D  | Bp | Bc | Diff | Note                       |
| --- | --------------------------- | --- | -- | -- | - | -- | -- | -- | ---- | -------------------------- |
| 1.  | Toyota Motors               | 30  | 18 | 13 | 4 | 1  | 34 | 16 | ＋18 | Promu en première division |
| 2.  | Tanabe Pharmaceutical       | 26  | 18 | 10 | 6 | 2  | 37 | 22 | ＋15 | Promu en première division |
| 3.  | Kofu Club                   | 21  | 18 | 9  | 3 | 6  | 33 | 21 | ＋12 |                            |
| 4.  | Kyoto Shiko Club            | 17  | 18 | 7  | 3 | 8  | 19 | 23 | －4  |                            |
| 5.  | Fujitsu                     | 17  | 18 | 4  | 9 | 5  | 26 | 31 | －5  |                            |
| 6.  | Nippon Light Metal          | 16  | 18 | 7  | 2 | 9  | 31 | 33 | －2  |                            |
| 7.  | Yomiuri S.C.                | 15  | 18 | 7  | 1 | 10 | 27 | 31 | －4  |                            |
| 8.  | Dainichi Densen             | 14  | 18 | 5  | 4 | 9  | 36 | 40 | －4  |                            |
| 9.  | NTT Kansai                  | 14  | 18 | 4  | 6 | 8  | 21 | 25 | －4  |                            |
| 10. | Toyota Automated Loom Works | 10  | 18 | 4  | 2 | 12 | 14 | 36 | －22 |                            |